# Jäniskoski-Niskakoskiområdet

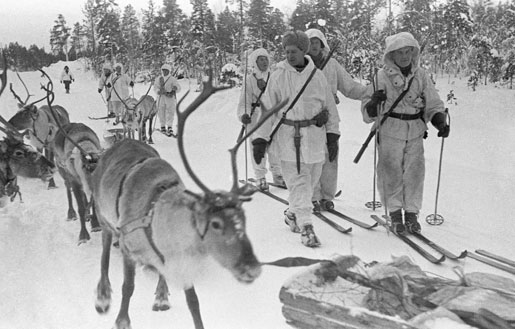
Finländsk patrull i Jäniskoski under vinterkriget 1940

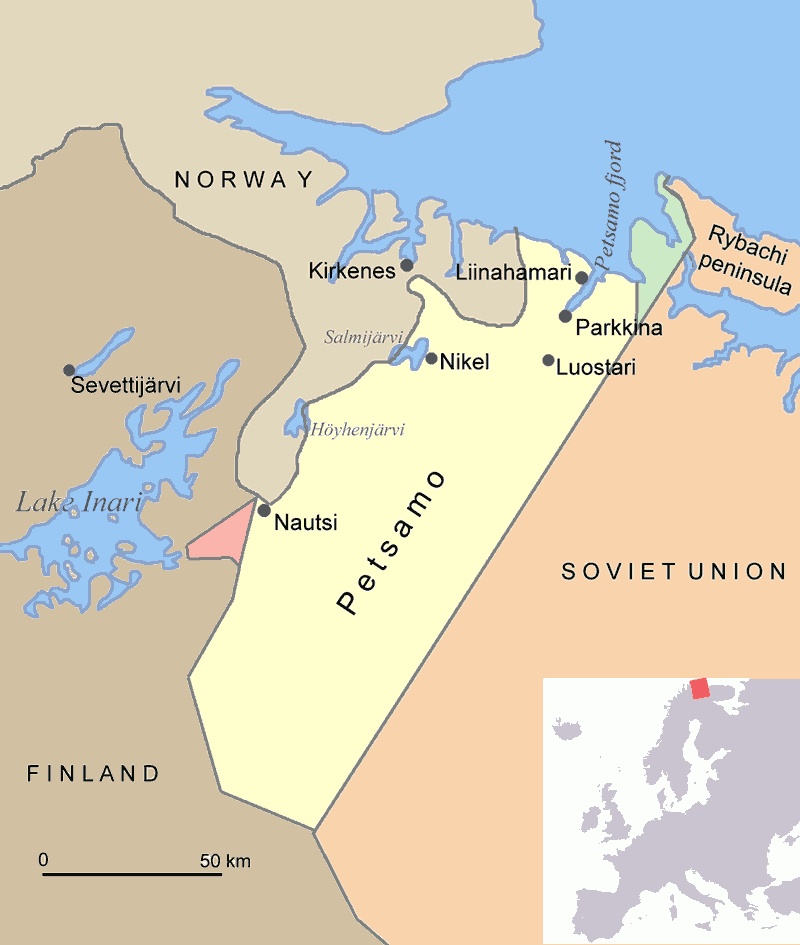
Jäniskoski-Niskakoskiområdet är markerat med rött i kartan

Jäniskoski-Niskakoskiområdet (ryska: Сектор Янискоски — Нискакоски, tr. Sektor Janiskoski-Niskakoski, finska: Jäniskosken–Niskakosken alue) är ett 176 kvadratkilometer stort område längs Pasvikälven, tidigare Finska Lappland.  Området överfördes till Sovjetunionen som kvittning 1947 mot tyska tillgodohavanden i Finland, vilka genom fredsfördraget hade övergått i sovjetisk ägo. Den formella överlåtelsen till Sovjetunionen ägde rum 15 juli 1947 och kvittningssumman var 700 000 000 finska mark. Området var med andra ord inte en del av de landöverträdelser som följde av Freden i Paris.
I området fanns ruinerna av det 1938–1942 uppförda och 1944 av tyskarna sprängda vattenkraftverket Jäniskoski kraftverk samt kraftverksdammen Niskakoski. Jäniskoski kraftverk hade ursprungligen byggts för att förse nickelutvinningen i Nikel i Petsamo med energi. Nikel kom att höra till Sovjetunionen, som såg ett behov av att köpa kraftverket och Finland såg sig inte ha råd att återuppbygga det omedelbart efter andra världskriget, varför området ingick i en kvittning. Jäniskoski kraftverk återinvigdes 1951, under det nya namnet Janiskoski kraftverk och år 1956 invigdes också Kaitakoski kraftverk uppströms Jäniskoski, också det inom Jäniskoski-Niskakoskiområdet.
Som en del av Finland hade området ingått i Enare kommun och numer ingår det i Petjenga distrikt i Ryssland. 
Under vinterkriget stannade fronten upp under februari–mars 1940 i Jäniskoski-Niskakoskiområdet, strax söder om Nautsk, efter Slaget vid Petsamo.

## Fotogalleri

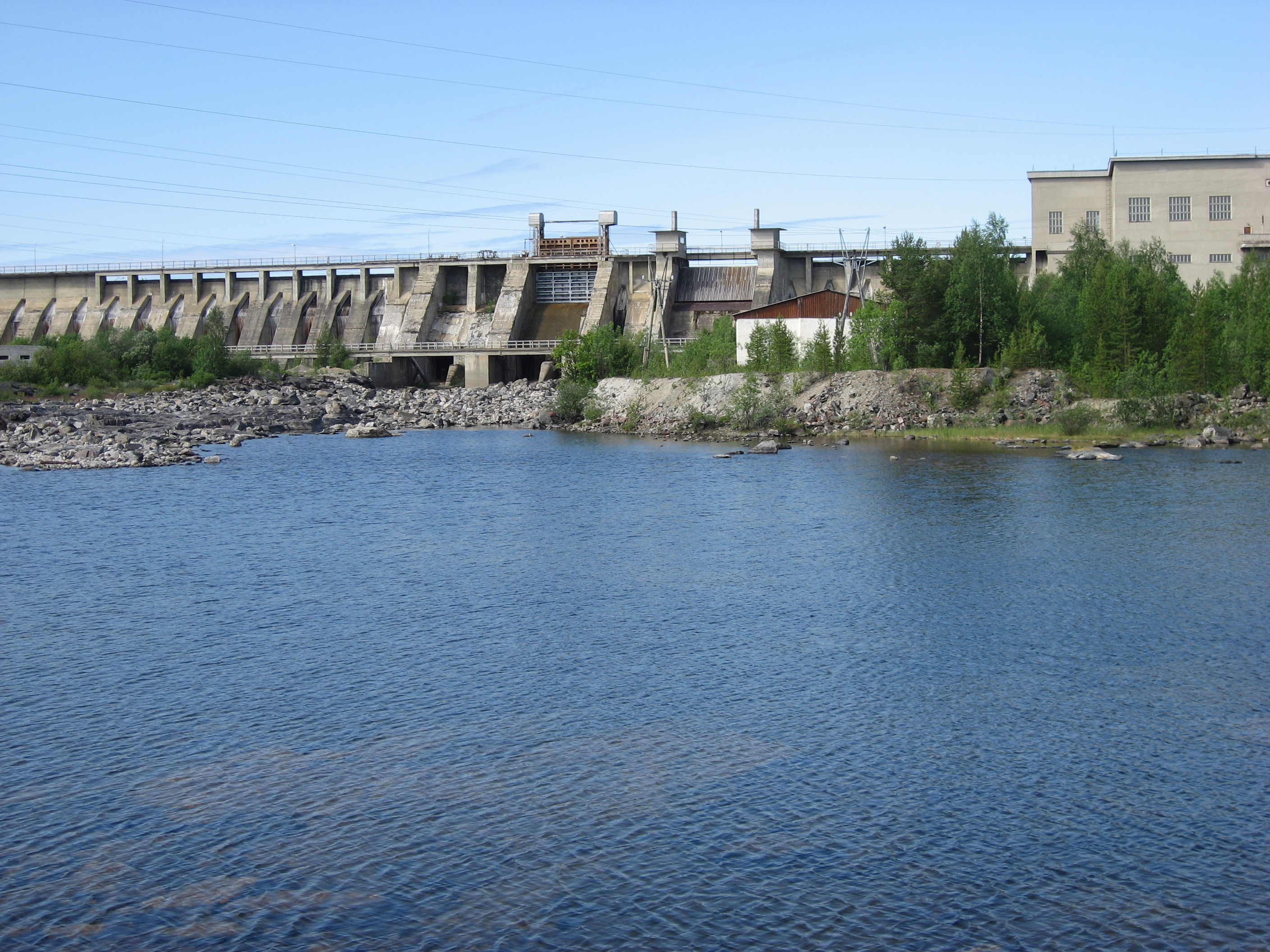
Janiskoski kraftverk 2009
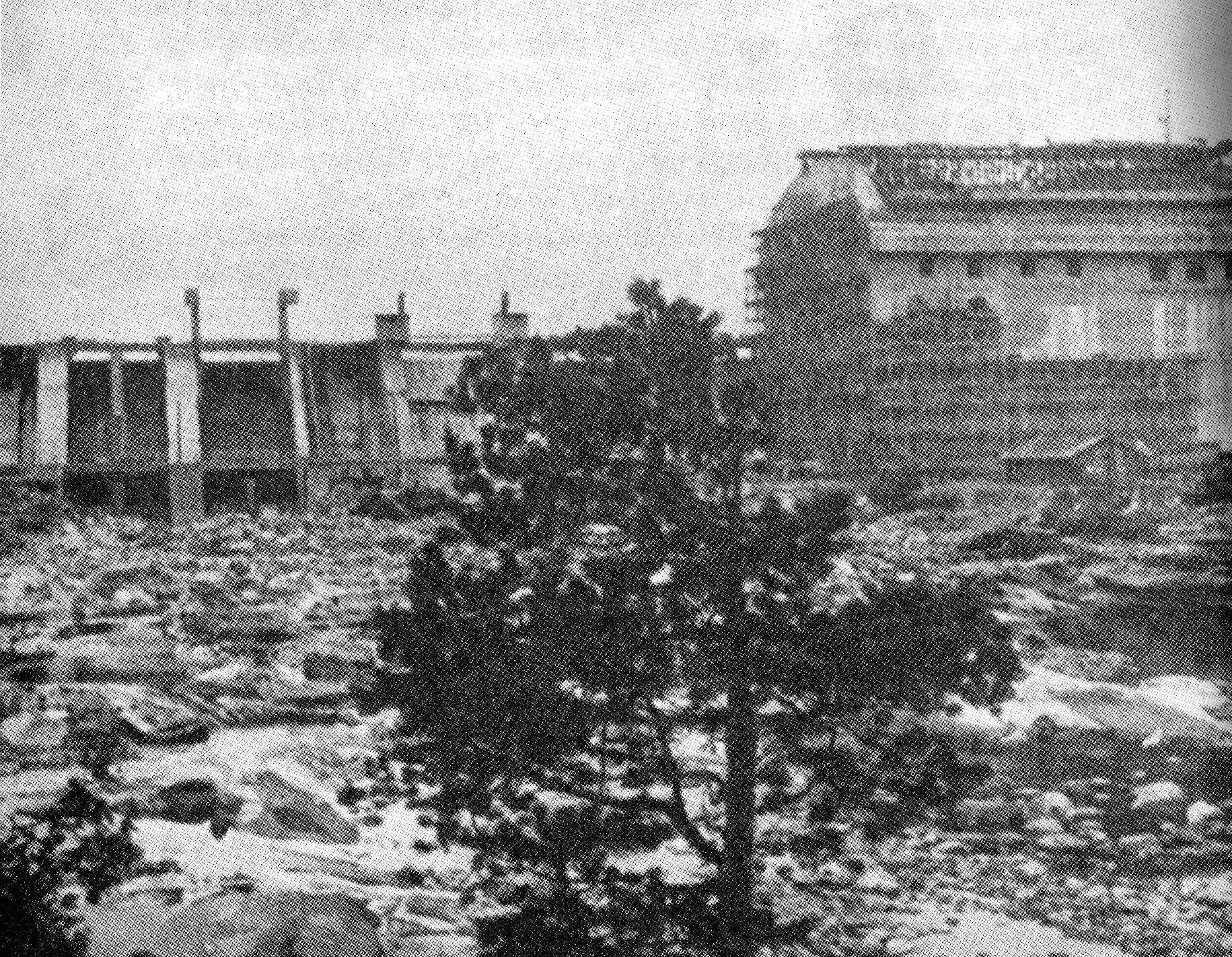
Jäniskoski kraftverk 1944. Betongbyggnaden till höger är bombskyddet för generatorhallen.
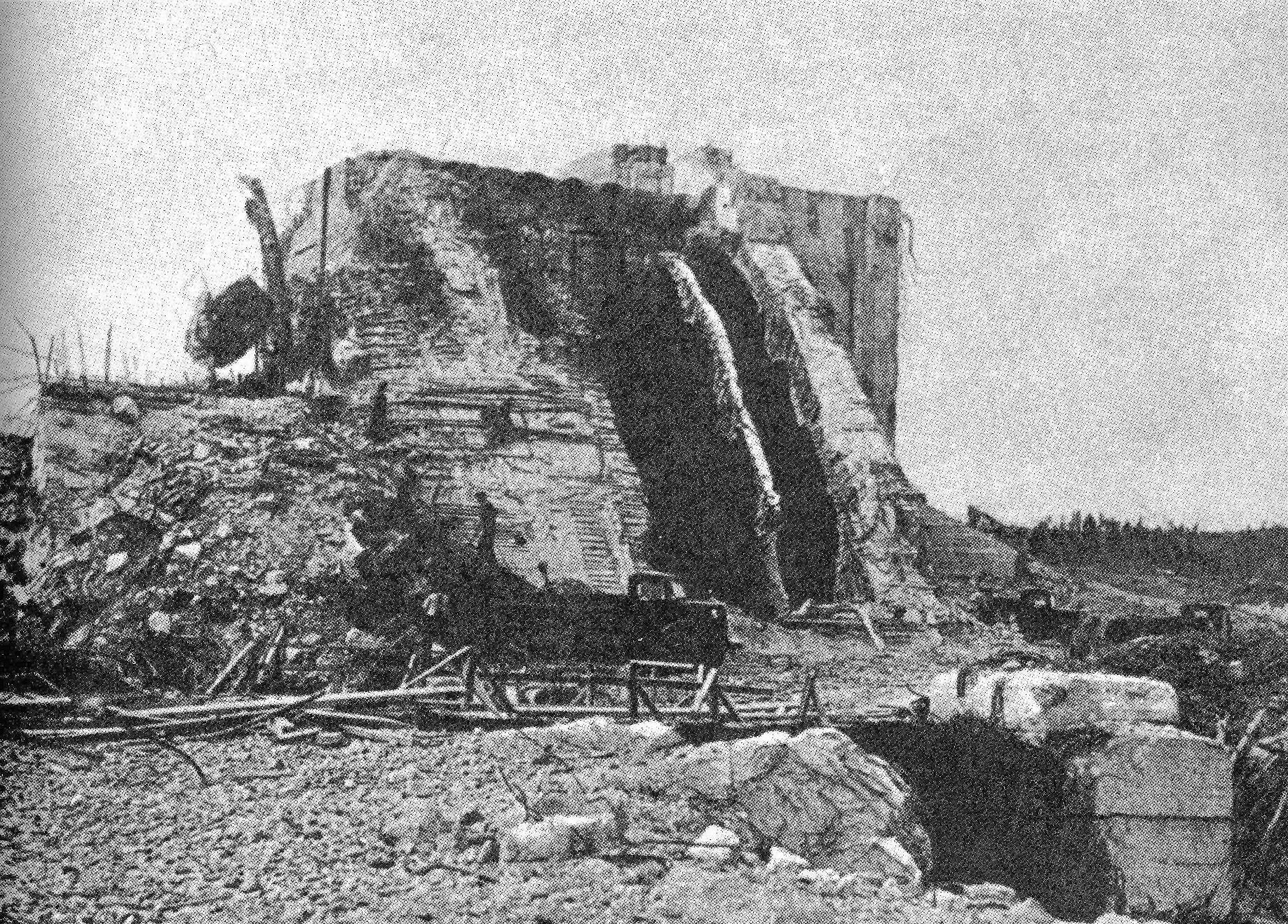
Kraftverket efter sprängning 1944 under Lapplandskriget.